# Key (släkt)

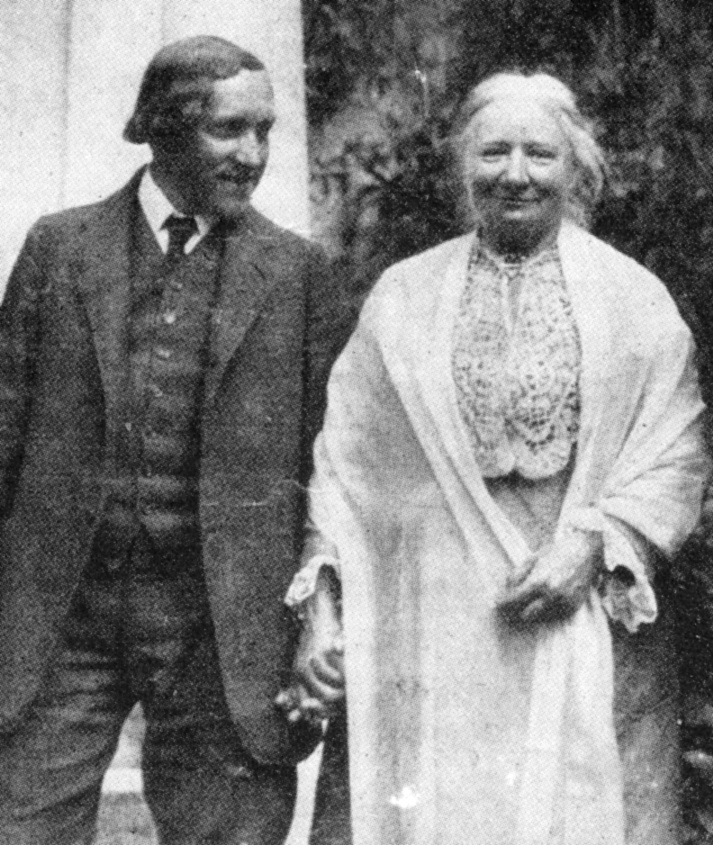
Skulptören Carl Milles och Ellen Key omkring 1915

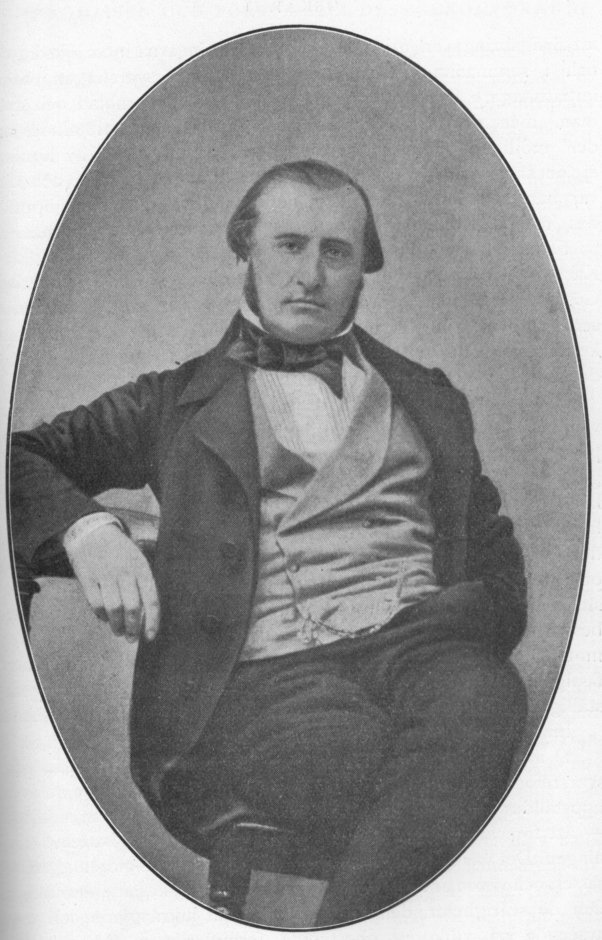
Emil Key

Key är en svensk släkt som stammar från den medeltida skotska klanen Mackay, som bodde i nordvästra Skottland. 
Sir Donald Mackay of Strathnaver, som redan 1626 fått tillstånd att sätta upp ett regemente för att delta i trettioåriga kriget under Kristian IV av Danmark, gick 1629 med sitt regemente i tjänst hos Gustav II Adolf. Vid regementet hade flera medlemmar av namnet Mackay tagit anställning som officerare och underofficerare, och från två av dem bosatte sig efter krigets slut i Sverige och gav upphov till släkterna Mackay (utdöd) och Key. 
Släkten Keys svenska stamfader, James Cay, vid kapten J. Bethuns kompani av Mackays regemente, blev överstelöjtnant och var bosatt i Uppland. Genom hans sonsons söner delades släkten i Edshultsgrenen och Windögrenen. 

## Medlemmar av Edshultsgrenen
- Axel Key, riksdagsledamot
- Helmer Key, redaktör

## Medlemmar av Windögrenen
- Emil Key, riksdagsledamot
- Axel Key, professor
- Ellen Key, författare